# 蔡鍔
蔡 鍔（さい がく）は、清末民初の軍人。中華民国の初代雲南都督。袁世凱による帝制実施を阻止するため、護国戦争を発動したことでも知られる。もとの名は艮寅、字は松坡。

## 事跡

### 清末の事跡
幼時から私塾で学び、1898年（光緒24年）に長沙の時務学堂に入学する。梁啓超・唐才常に師事し、変法思想の影響を受けた。光緒25年（1899年）、日本に留学した。1900年（光緒26年）、唐才常に従って帰国し、自立軍運動に参加した。運動の失敗後に、名を鍔と改め、再び日本に赴く。日本では成城学校と陸軍士官学校で軍事学を学んだ。
1904年（光緒30年）、卒業して帰国する。翌年、湖南教練処幇弁、武備・兵目両学堂の教官をつとめた。同年8月、広西省へ転勤し、新軍総参謀官兼総教練官等をつとめた。1907年（光緒33年）、広西陸軍小学を創始して総弁となる。さらに広西兵備処総弁となった。1908年（光緒34年）4月に広西新練常備軍第1標標統、1910年（宣統2年）に広西混成協協統と歴任している。
以上のように、蔡鍔は広西省で軍事の要職に就き、軍近代化の改革にも積極的だった。しかし広西省の革命派からは、蔡鍔は清朝擁護派と目されたようである。この年の10月に革命派主導の蔡鍔を追放する運動が始まり、蔡鍔は雲南省へ異動することになった。実際には、蔡鍔は黄興との間で交流を持ち、革命派団体の組織に密かに従事するなど、広西省赴任期間でも明確に革命派の姿勢を保っている。その一方で、広西省にある間に、蔡鍔は中国同盟会に入会したとされるが、否定する説もある。

### 辛亥革命から護国戦争へ

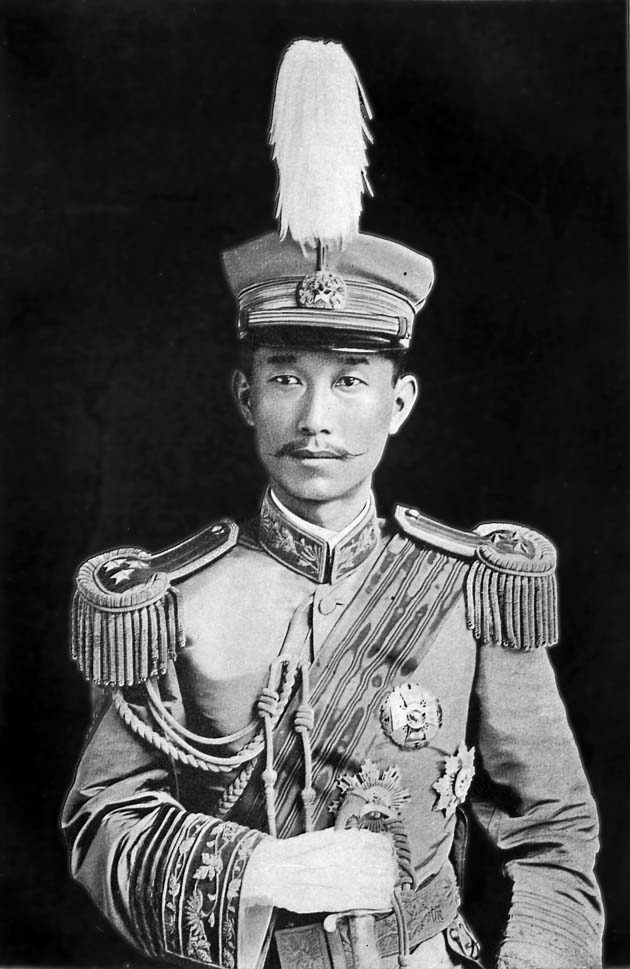
蔡鍔別影

1911年（宣統3年）7月、蔡鍔は雲南省で新軍第19鎮第37協協統に任命される。同年10月10日、武昌起義（辛亥革命）が勃発すると、蔡鍔は雲南省の革命派である李根源・唐継尭とともに、これに呼応して挙兵する計画を立てる。10月30日、蔡鍔らは昆明で挙兵し、雲貴総督李経羲を捕虜として雲南省を掌握した（重九起義）。
11月1日、「大中華国雲南軍都督府」が設立されると、蔡鍔は雲南都督に推戴された。蔡鍔は直ちに、雲南の軍事・政治の改革に取り組む。その清廉にして果断な政治姿勢により、省政の面目を一新したため、省を混乱させることなく、人心掌握に成功した。
1913年（民国2年）5月、蔡鍔は梁啓超らが率いる進歩党の名誉理事となったが、まもなく辞任している。ただし、これ以後も、蔡鍔と梁啓超との関係は極めて密接である。同年7月、二次革命（第二革命）が勃発すると、蔡鍔は袁世凱を支持した。しかし、袁世凱は地方勢力の拡大を恐れ、子飼いでない地方都督を北京に呼び寄せ、籠絡と監視を行うようになった。同年10月、蔡鍔も入京し、唐継尭が後任の雲南都督となった。
1915年（民国4年）11月、袁世凱の帝政に反対した蔡鍔は、梁啓超らの援助で北京を脱出して雲南に戻った。12月25日、唐継尭らとともに雲南省の独立を宣言する。袁世凱討伐のための護国軍が組織され、蔡鍔は護国軍第1軍総司令となった（第2軍総司令李烈鈞、第3軍総司令唐継尭）。こうして護国戦争が始まったのである。

結核の治療のために妻子とともに来日した蔡鍔。1916年

1916年（民国5年）春、蔡鍔率いる2万人の護国軍第1軍は、四川省の瀘州・納渓一帯で8万人の北京政府軍を撃破した。さらに、広西省の陸栄廷も独立を宣言したことにより、袁世凱による帝政の取消しを成功させた。袁世凱死去後の6月に蔡鍔は、四川督軍兼省長となった。しかし結核に冒され、日本に行き、福岡市で治療を受けることになる。
同年11月8日、蔡鍔は九州帝国大学医科大学附属医院（現在の九州大学病院）で、そのまま死去した。享年35（満33歳）。1917年（民国6年）4月12日、湖南省の岳麓山で国葬が執り行われた。
遺作は『蔡松坡集』。

## 経歴

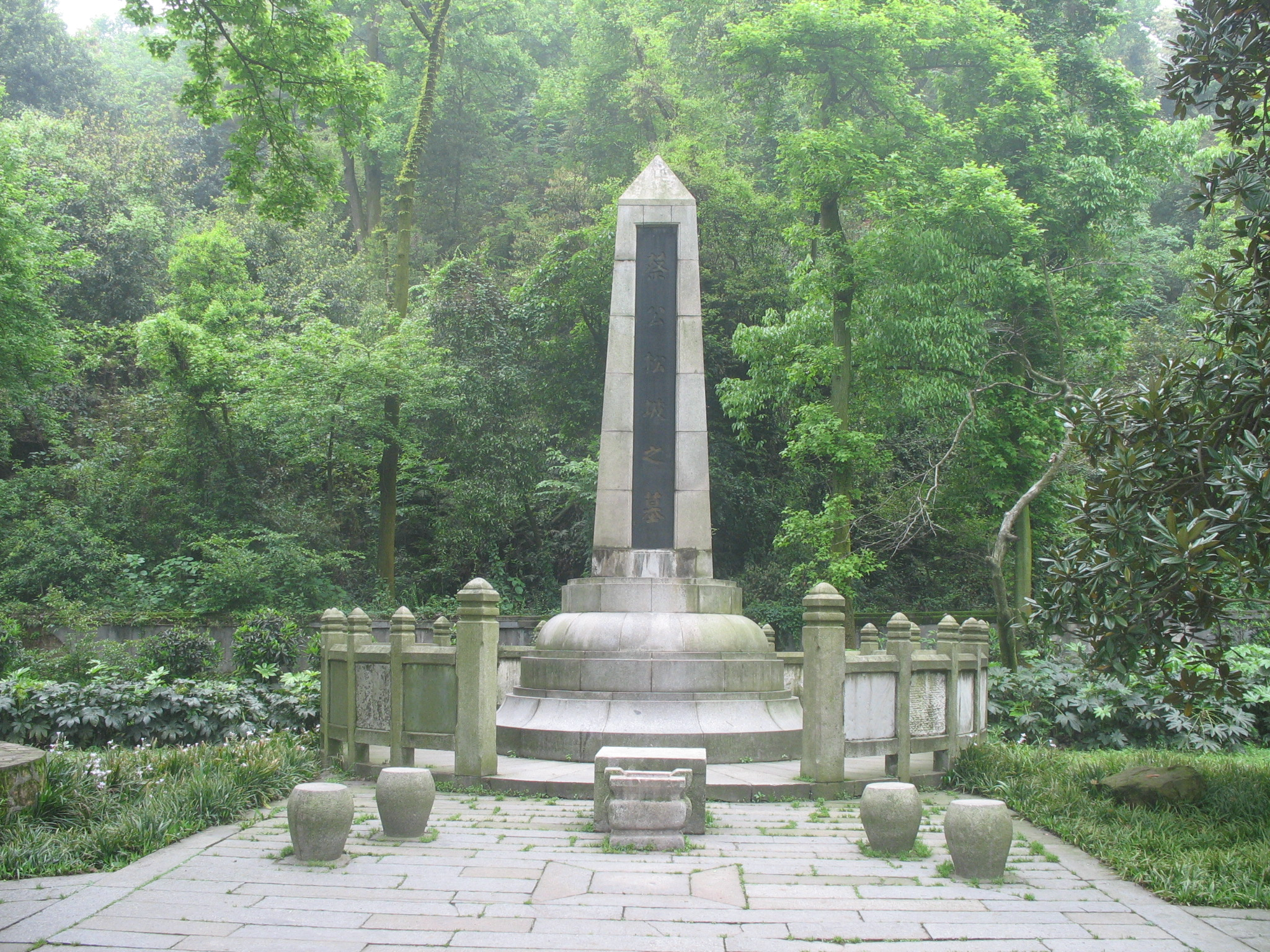
蔡鍔の墓

### 党・団体
- 1906年（光緒32年）：中国同盟会加入?
- 1912年（民国元年）：1月27日、統一共和党総幹事
  - 8月、統一共和党を離党
- 1913年（民国2年）：5月29日、進歩党名誉理事兼湖南支部長。まもなく離党

### 政府
- 1911年（宣統3年）：大中華国雲南軍都督府都督
- 1912年（民国元年）：中華民国雲南省都督
- 1913年（民国2年）：10月、陸軍部編訳処副総裁
  - 11月5日、行政会議議員
- 1914年（民国3年）：5月1日、参政院参政
  - 6月、昭威将軍
  - 7月、陸海軍大元帥統率弁事処弁事員
  - 12月、全国経界局督弁
- 1916年（民国5年）：5月8日、護国軍軍務院撫軍
  - 6月24日、〔北京政府〕益武将軍
  - 7月6日、〔北京政府〕四川督軍兼省長（同年8月7日、辞任）

### 軍
- 1904年（光緒30年）：12月、江西続備左軍随営学堂監督→江西材官学堂監督
- 1905年（光緒31年）：2月、湖南教練処幇弁兼武備・弁目学堂教官
  - 8月、広西新軍総参謀官兼教練官兼随営学堂総理官　
  - 9月、兼巡撫部院総参謀官
  - 10月、兼広西測絵学堂堂長
- 1907年（光緒33年）：2月、兼広西陸軍小学総弁
  - 3月、兼広西兵備処総弁
- 1908年（光緒34年）：4月、広西新練常備軍第1標標統
- 1909年（宣統元年）：2月、広西竜州講武堂総弁→同監督
- 1910年（宣統2年）：7月、広西混成協協統
- 1911年（宣統3年）：7月、第19鎮第37協協統
- 1915年（民国4年）：12月25日、護国軍第1軍総司令

## 演じた人物
- 唐威：ドラマ「小鳳仙与蔡松坡」(1974年台湾、中華電視公司)
- 凌雲：「五大漢」（鮑学礼導演執導）(1974年香港、ショウ・ブラザーズ)
- 劉松仁：ドラマ「近代豪俠伝」(1976年香港、無綫電視)
- 王心剛：映画「知音」(1980年代初、中国)
- 張佩華：ドラマ「大将軍与小鳳仙」(1985年台湾、中国電視公司)
- 劉松仁：ドラマ「蔡鍔与小鳳仙」(2009年香港、無綫電視)
- アンディ・ラウ：映画「建党偉業」(2011年、中国)